# 波特蘇埃洛 (智利)
36°32′S 72°26′W / 36.533°S 72.433°W

波特蘇埃洛（西班牙語：Portezuelo），是智利的城鎮，位於該國中部比奧比奧大區的紐布萊省，面積282.3平方公里，海拔高度132米，2012年人口4,903人，人口密度每平方公里17人。